# Балінт Магоші
Балінт Магоші (угор. Magosi Bálint; народився 15 серпня 1989 у м. Дунауйварош, Угорщина) — угорський хокеїст, нападник. Виступає за ХК «Дунауйварош» у МОЛ-лізі. 
Вихованець хокейної школи ХК «Дунауйварош». Виступав за ХК «Дунауйварош», «Мішкольц».
У складі національної збірної Угорщини учасник чемпіонатів світу 2010 (дивізіон I) і 2011 (дивізіон I). У складі молодіжної збірної Угорщини учасник чемпіонатів світу 2007 (дивізіон II) і 2008 (дивізіон I). У складі юніорської збірної Угорщини учасник чемпіонатів світу 2006 (дивізіон I) і 2007 (дивізіон II).